# Tyrannochthonius migrans
Tyrannochthonius migrans är en spindeldjursart som beskrevs av Volker Mahnert 1979. Tyrannochthonius migrans ingår i släktet Tyrannochthonius och familjen käkklokrypare. Inga underarter finns listade i Catalogue of Life.